# TOI-849 b
TOI-849 bとは、ろ座の方向に約741光年離れた場所に位置する恒星 TOI-849 の周囲を公転している太陽系外惑星である。ウォーリック大学のDavid Armstrongらがトランジット法を用いたTESSによって観測されたデータを分析し2020年に発見した。TOI-849 bの発見を報告する論文は2020年3月23日に公表された。地球型惑星の中では質量が最も大きいことで知られる。
| 木星 | TOI-849 b |
| ---- | --------- |
| 木星 | Exoplanet |

## 特性
TOI-849 bはネプチュニアン砂漠に位置しており、公転周期は約0.766日で表面温度は1800ケルビンに達する。ドップラー分光法を用いた高精度視線速度系外惑星探査装置（HARPS）によるフォローアップ観測では地球質量の約39倍で平均密度は地球と似た5.2g/cm3とされており、ここまで高密度な質量の大きい惑星は異例である。この質量は土星の半分程度である。大きさは地球半径の3.4倍で、以前までに発見されている海王星程度の大きさを持つ惑星としては密度が最も高い惑星となっている。

### クトニア惑星の可能性

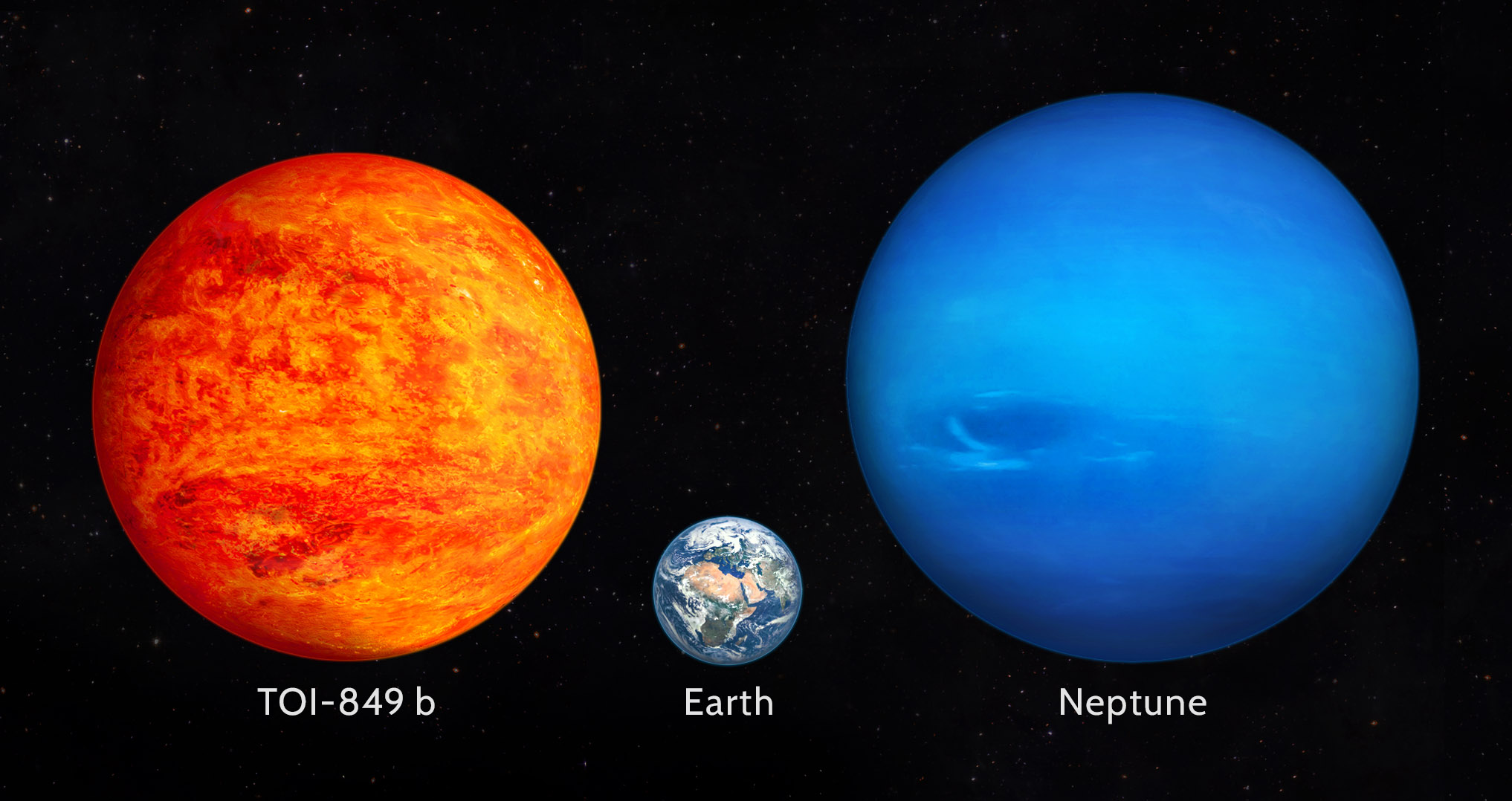
TOI-849 bと地球、海王星の大きさ比較

このような質量を持つ惑星は木星型惑星になるとされているものの、TOI-849 bの外層に存在する水素、ヘリウムといったガス成分の質量は約4%以下である。そのため、TOI-849 bは木星型惑星の核が露出した惑星（クトニア惑星）であるとされている。TOI-849 bがこのような惑星になった理由としては、かつては木星型惑星であったものの潮汐力による影響や天体との衝突などが原因でガスがなくなった可能性や、元からガスをとらえることができなかった可能性が考えられる。原始惑星系円盤に隙間があったり遅めに惑星が形成され既に円盤に構成する材料が残っていなかったりした場合はこのような状態になるとされる。大気の蒸発という説は大半のガスを失ったTOI-849 bにはあてはまらない。